# 잠비아의 재외공관 목록

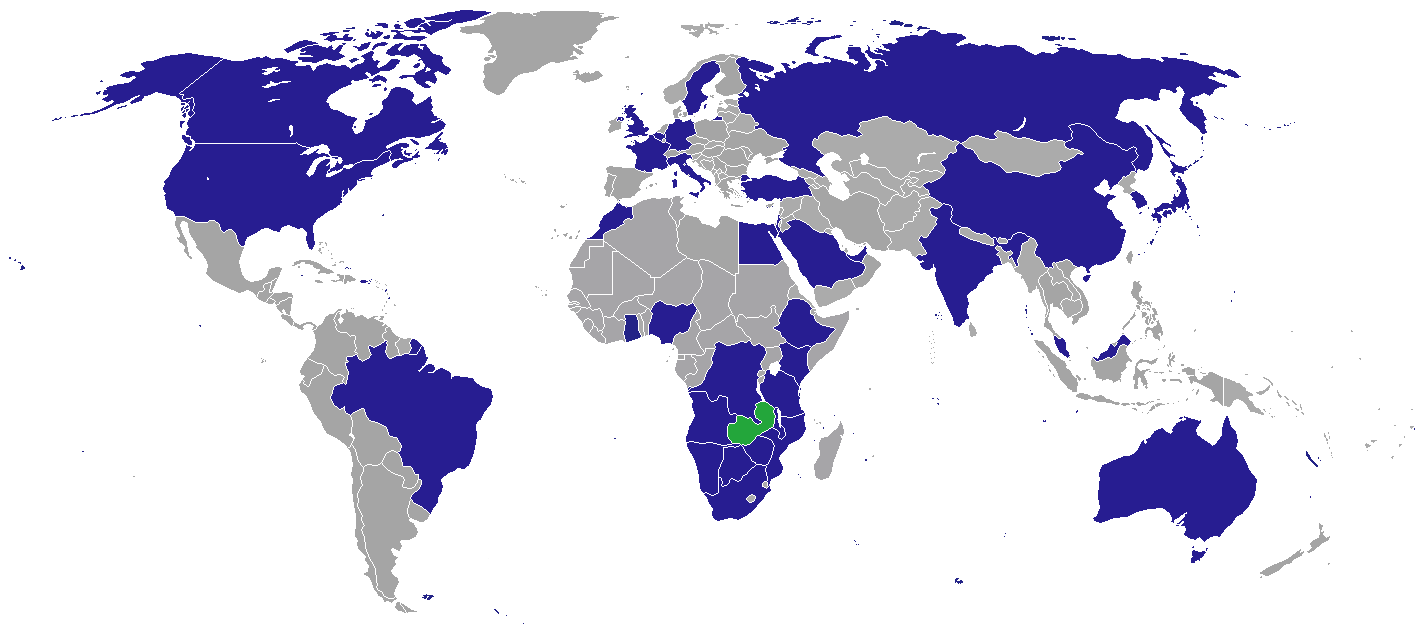
잠비아의 재외공관

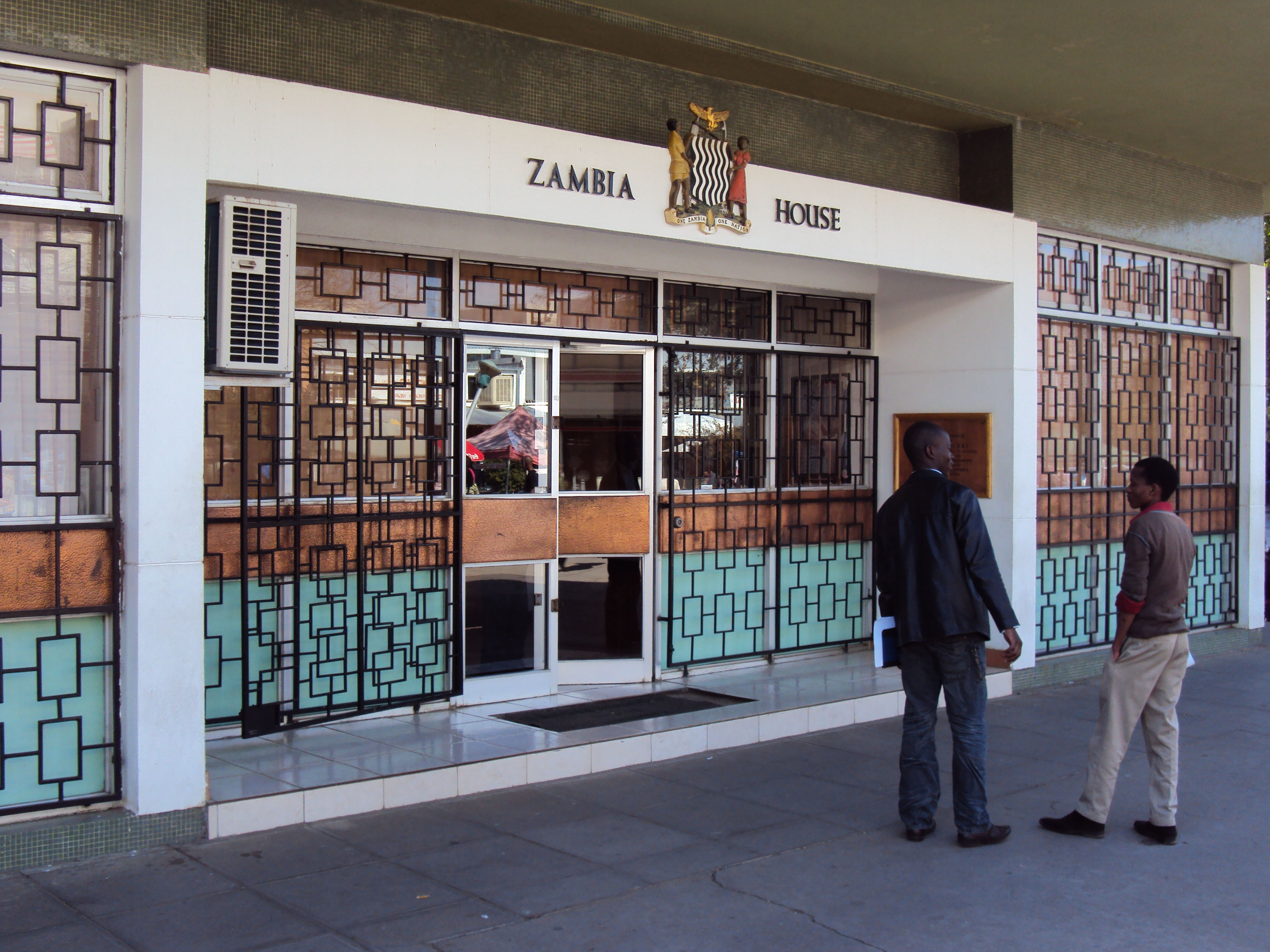
가보로네 주재 잠비아 고등판무관 사무소

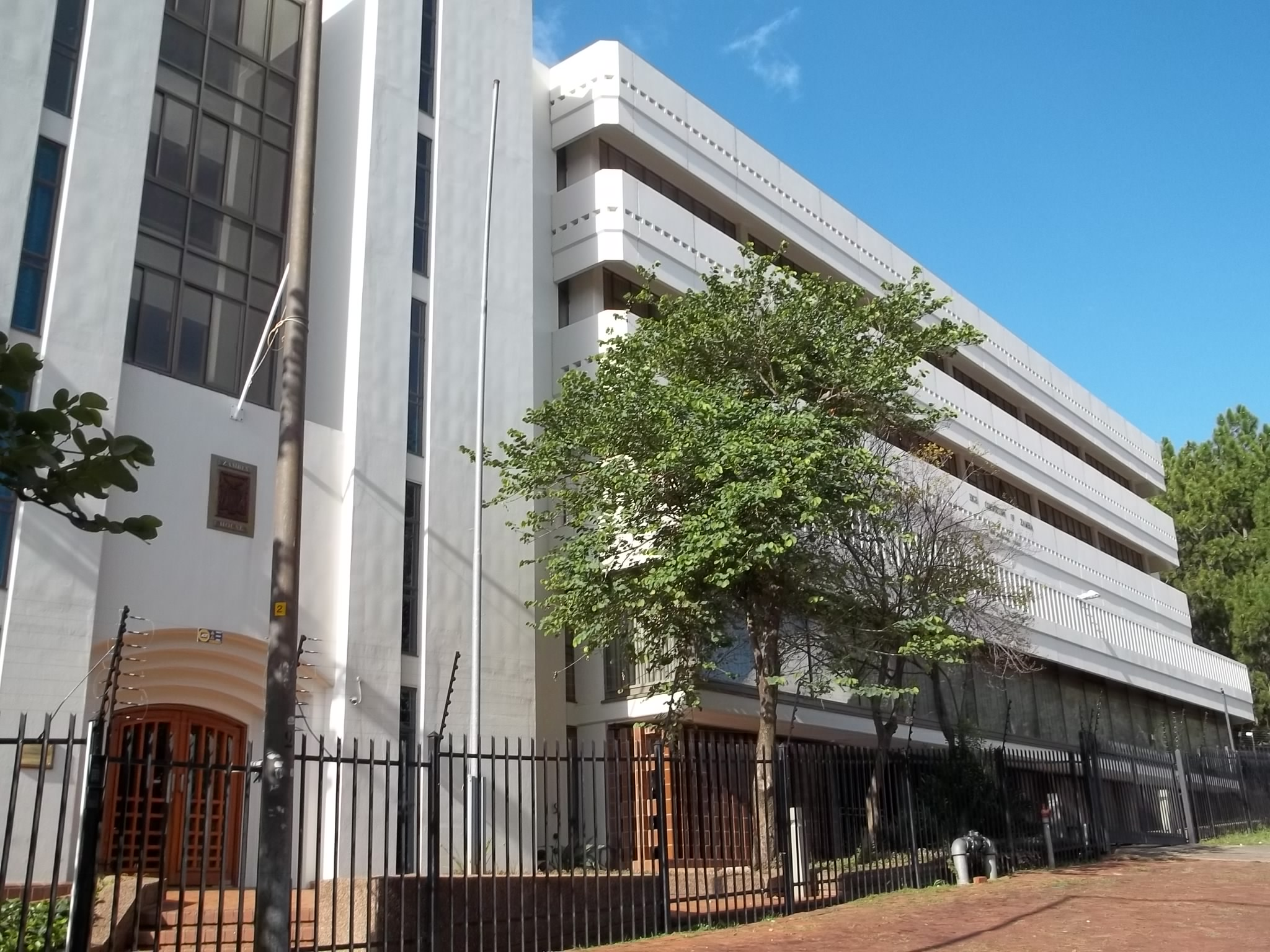
프리토리아 주재 잠비아 고등판무관 사무소

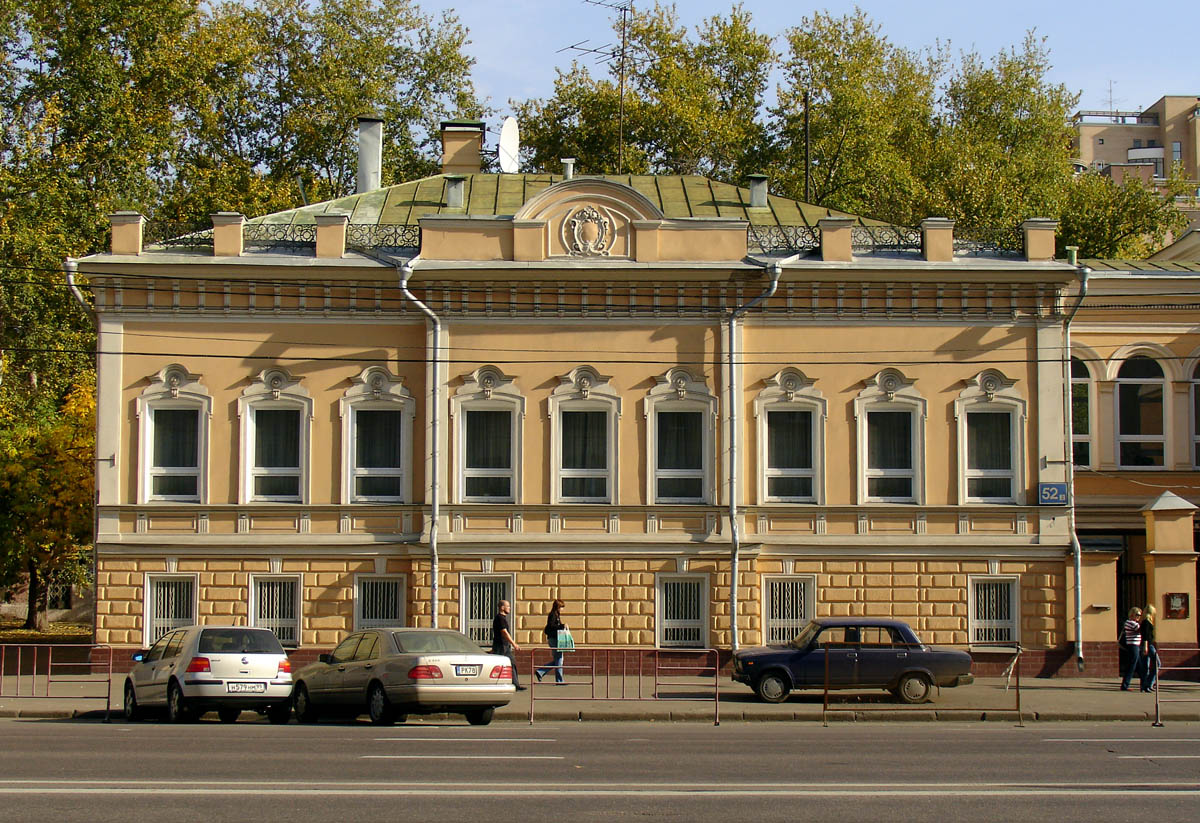
모스크바 주재 잠비아 대사관

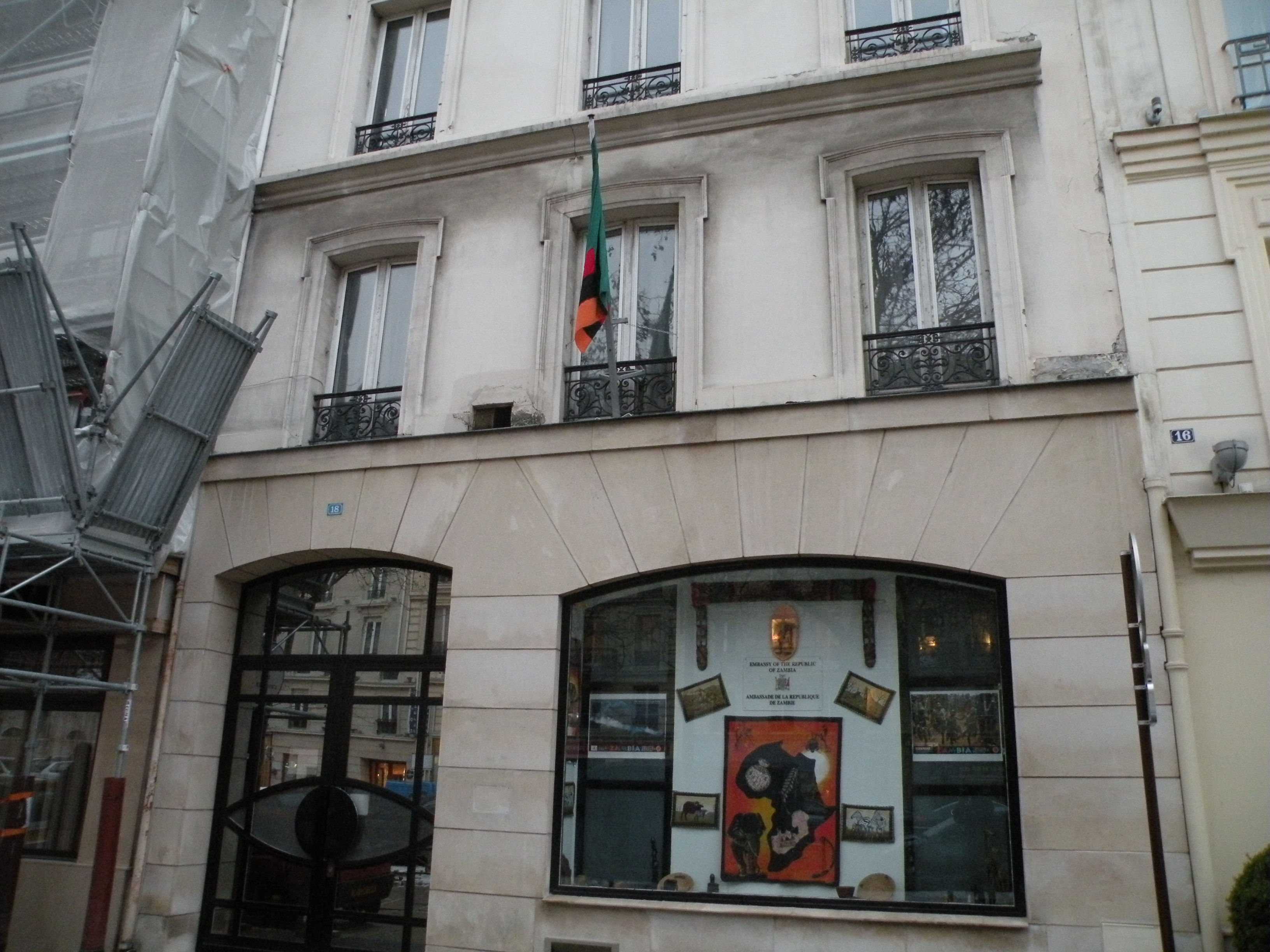
파리 주재 잠비아 대사관

잠비아의 재외공관 목록은 잠비아 주재 대사관과 고등판무관 사무소를 각국에 상주시켜 놓는 것을 의미하며 잠비아의 재외공관을 나열한 목록이다.

## 아프리카
- 앙골라 : 루안다 (대사관)
- 보츠와나 : 가보로네 (고등판무관 사무소)
- 콩고 민주 공화국 : 킨샤사 (대사관)
- 이집트 : 카이로 (대사관)
- 에티오피아 : 아디스아바바 (대사관)
- 케냐 : 나이로비 (고등판무관 사무소)
- 리비아 : 트리폴리 (대사관)
- 말라위 : 릴롱궤 (고등판무관 사무소)
- 모잠비크 : 마푸투 (고등판무관 사무소)
- 나미비아 : 빈트후크 (고등판무관 사무소)
- 나이지리아 : 아부자 (고등판무관 사무소)
- 남아프리카 공화국 : 프리토리아 (고등판무관 사무소)
- 탄자니아 : 다르에스살람 (고등판무관 사무소)
- 짐바브웨 : 하라레 (대사관)

## 아메리카
- 브라질 : 브라질리아 (대사관)
- 캐나다 : 오타와 (고등판무관 사무소)
- 미국 : 워싱턴 D.C. (대사관)

## 아시아
- 중화인민공화국 : 베이징시 (대사관)
- 인도 : 뉴델리 (고등판무관 사무소)
- 이스라엘 : 텔아비브 (대사관)
- 일본 : 도쿄도 (대사관)
- 대한민국 : 서울특별시 (대사관)
- 튀르키예 : 앙카라 (대사관)

## 유럽
- 벨기에 : 브뤼셀 (대사관)
- 프랑스 : 파리 (대사관)
- 독일 : 베를린 (대사관)
- 이탈리아 : 로마 (대사관)
- 러시아 : 모스크바 (대사관)
- 스웨덴 : 스톡홀름 (대사관)
- 영국 : 런던 (고등판무관 사무소)

## 대표부
- EU 잠비아 정부 대표부 : 브뤼셀
- UN 잠비아 정부 대표부 : 뉴욕, 제네바
- 아프리카 연합 잠비아 정부 대표부 : 아디스아바바